# El Carmen (Valencia)
El Carmen (en valenciano El Carme) es uno de los seis barrios del distrito de Ciutat Vella, que conforma el casco histórico de la ciudad de Valencia. Es un barrio milenario, que creció entre dos murallas: la musulmana (siglo XI), construida por Abd al-Aziz ibn Amir, lo limitaba por el este; y la nueva muralla cristiana (siglo XIV) lo protegía por el oeste. Su población era de 6896 habitantes en 2023.

## Nomenclatura

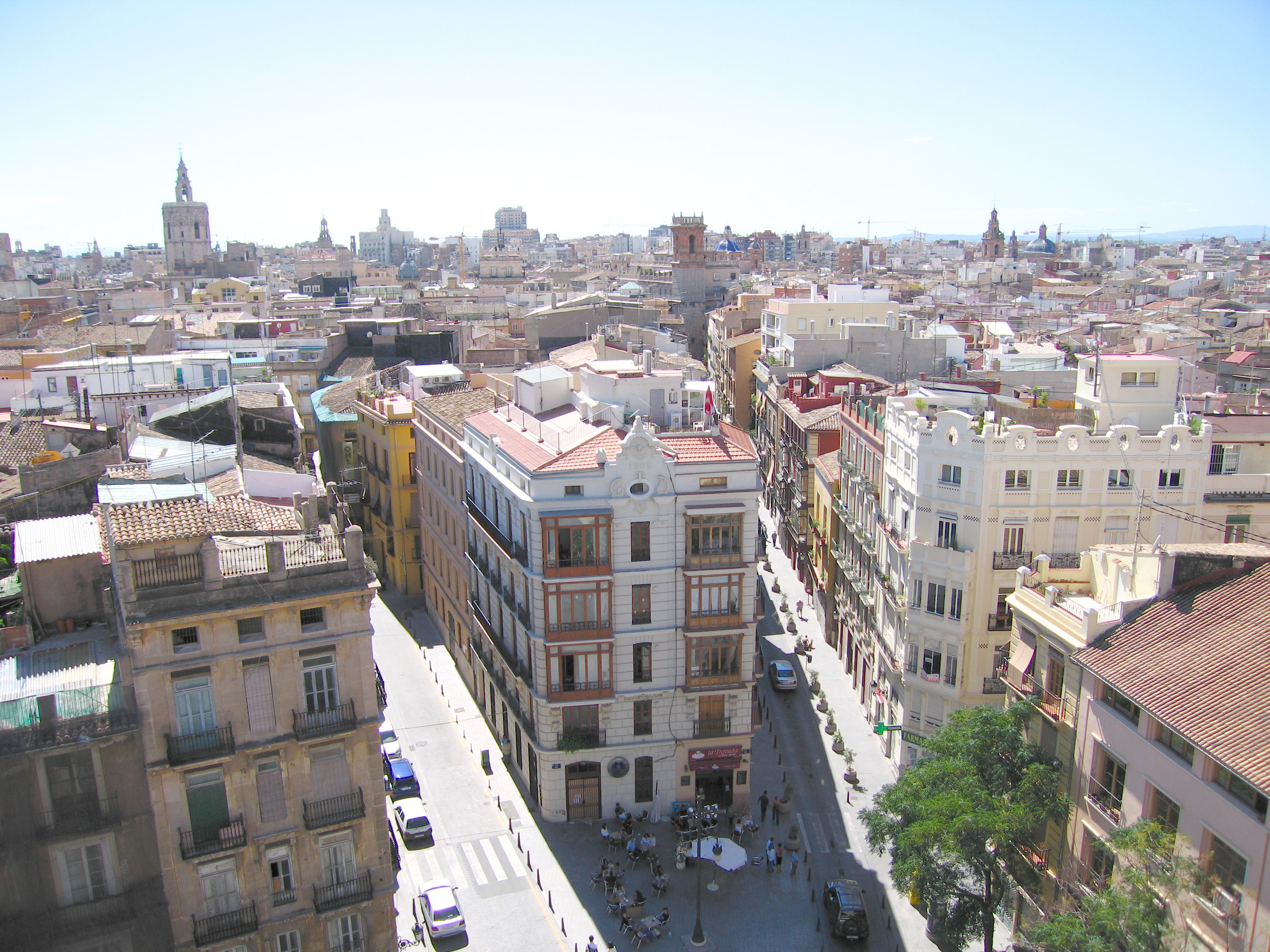
Vista del barrio del Carmen.

El Barrio del Carmen recibe tal denominación de la iglesia y convento del Carmen Calzado, y fue en torno a él donde se formó este núcleo de población. La plaza del Carmen fue la primera en llamarse de esta manera al estar situada frente a la actual iglesia parroquial de Santa Cruz, justo antes del Convento del Carmen. Con el paso de los años todo el barrio adoptó esta nomenclatura.
El Convento del Carmen comenzó a ser construido en el año 1238 y fue consagrado en 1343. Desde finales del siglo XX se ha recuperado su espacio y se ha convertido en un centro cultural.

## Demografía

### Evolución demográfica[3]
| 2011 | 2012 | 2013 | 2014 | 2015 | 2016 | 2017 | 2018 | 2019 | 2020 | 2021 | 2022 | 2023 |
| 6258 | 6498 | 6499 | 6431 | 6469 | 6404 | 6384 | 6370 | 6343 | 6507 | 6590 | 6703 | 6896 |

### Población según lugar de nacimiento y sexo[3]
|         | Total | Valencia | Resto de la Huerta | Resto de la Comunidad Valenciana | Resto de España | Extranjeros |
| Mujeres | 3485  | 1659     | 101                | 349                              | 425             | 951         |
| Hombres | 3411  | 1597     | 106                | 288                              | 347             | 1073        |
| Total   | 6896  | 3256     | 207                | 637                              | 772             | 2024        |

### Indicadores demográficos[3]
| Relación de masculinidad                                 | 97,9  |
| Edad media                                               | 44,6  |
| Índice de envejecimiento                                 | 165,7 |
| Índice de sobrenvejecimiento                             | 19,9  |
| Índice demográfico de dependencia                        | 43,1  |
| Índice de estructura de la población activa              | 124,5 |
| Índice de reemplazamiento de la población en edad activa | 137,3 |
| Razón de progresividad demográfica                       | 87,3  |
| Porcentaje de población extranjera                       | 24,6  |

## Historia

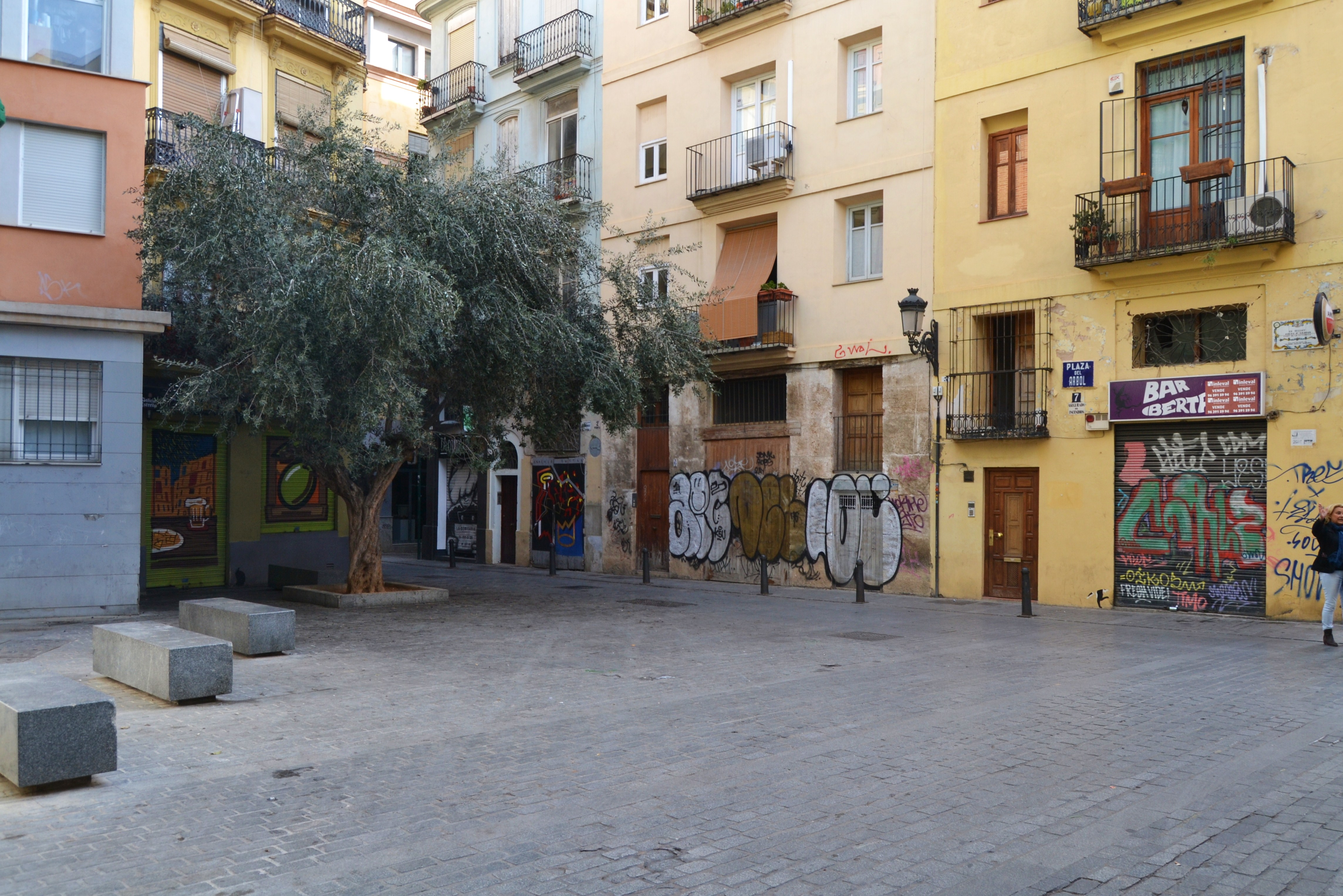
La plaza del Árbol en el barrio del Carmen.

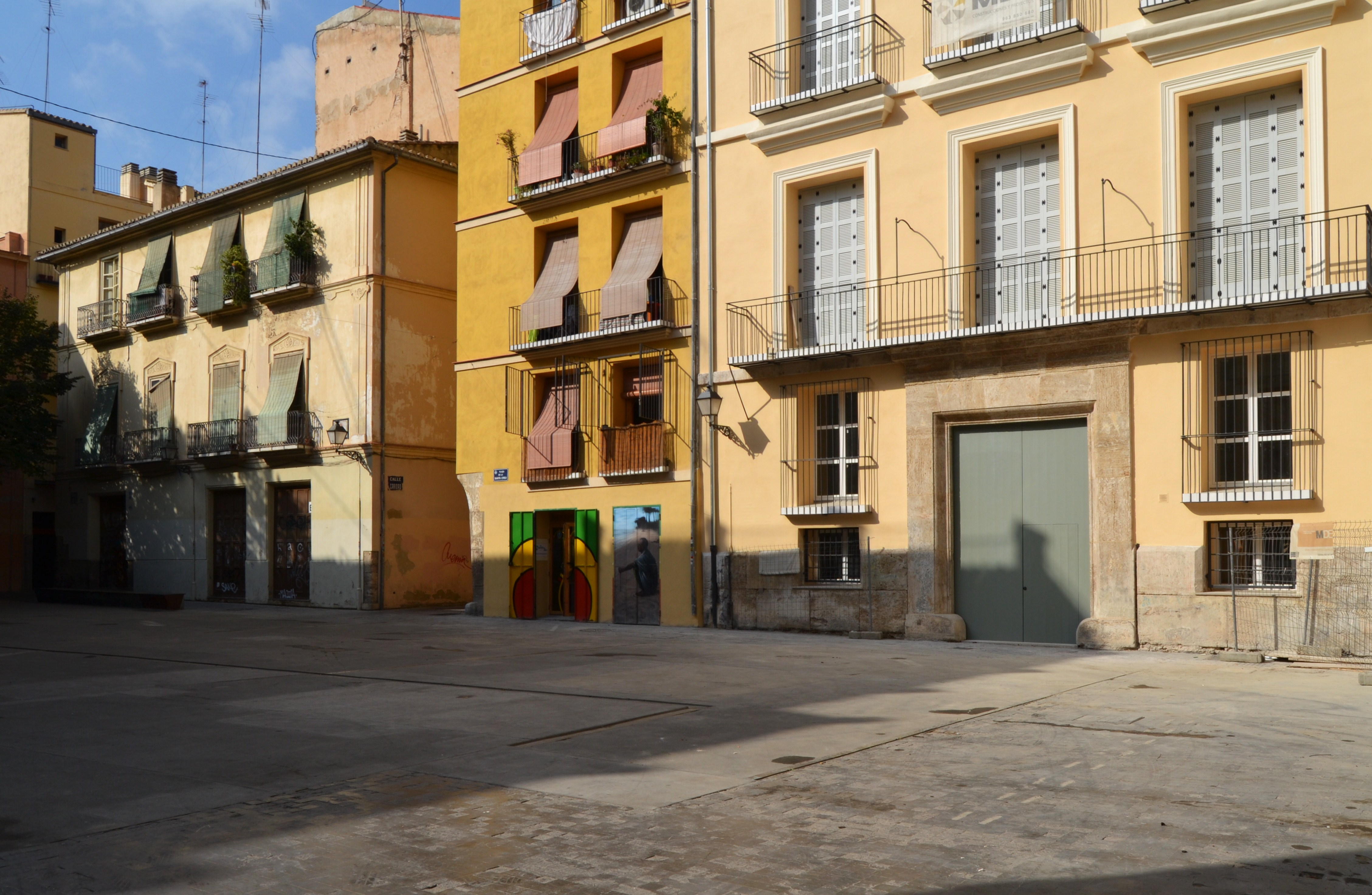
La plaza Santa Cruz.

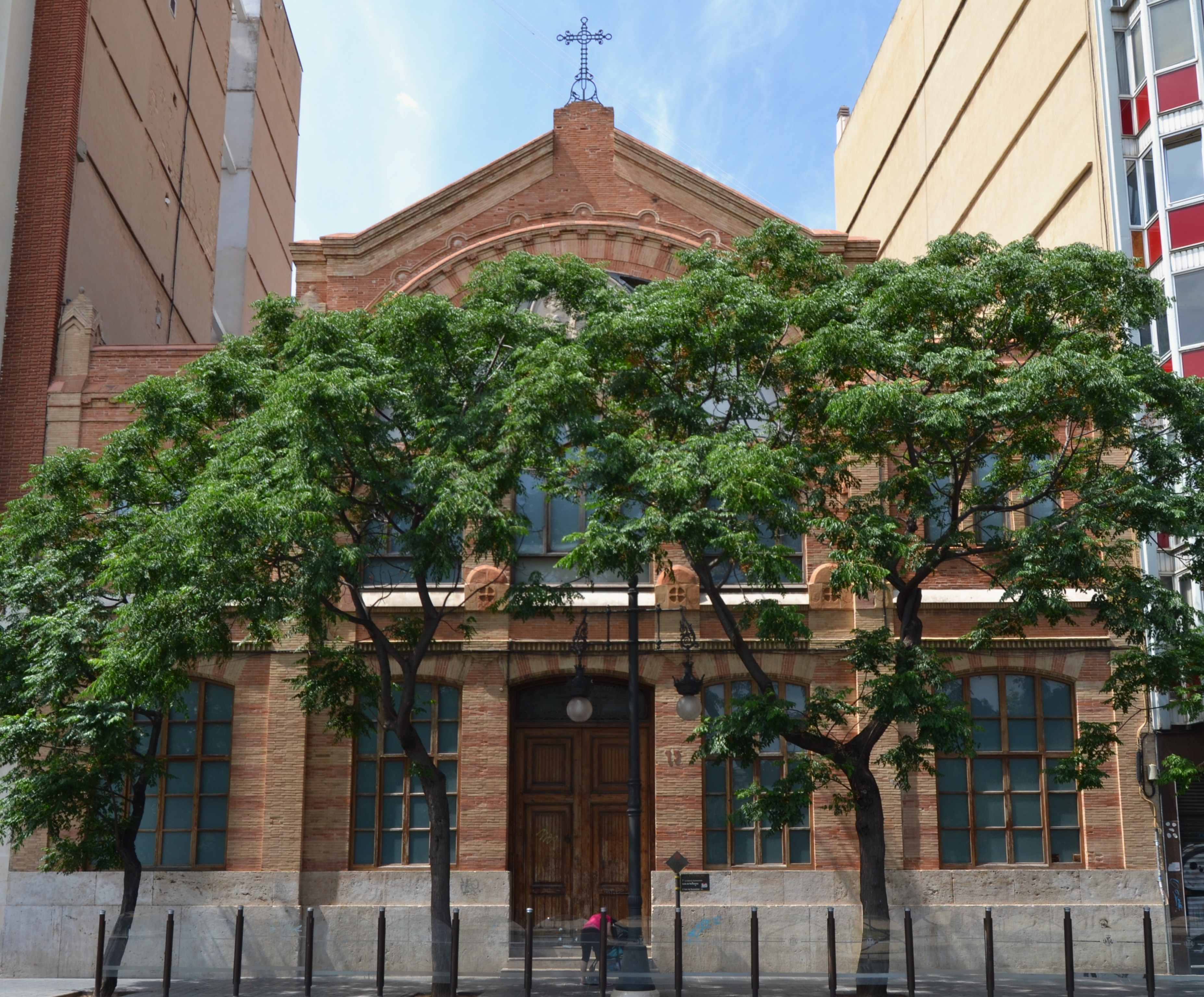
Fachada del Salón de Racionistas en el barrio del Carmen.

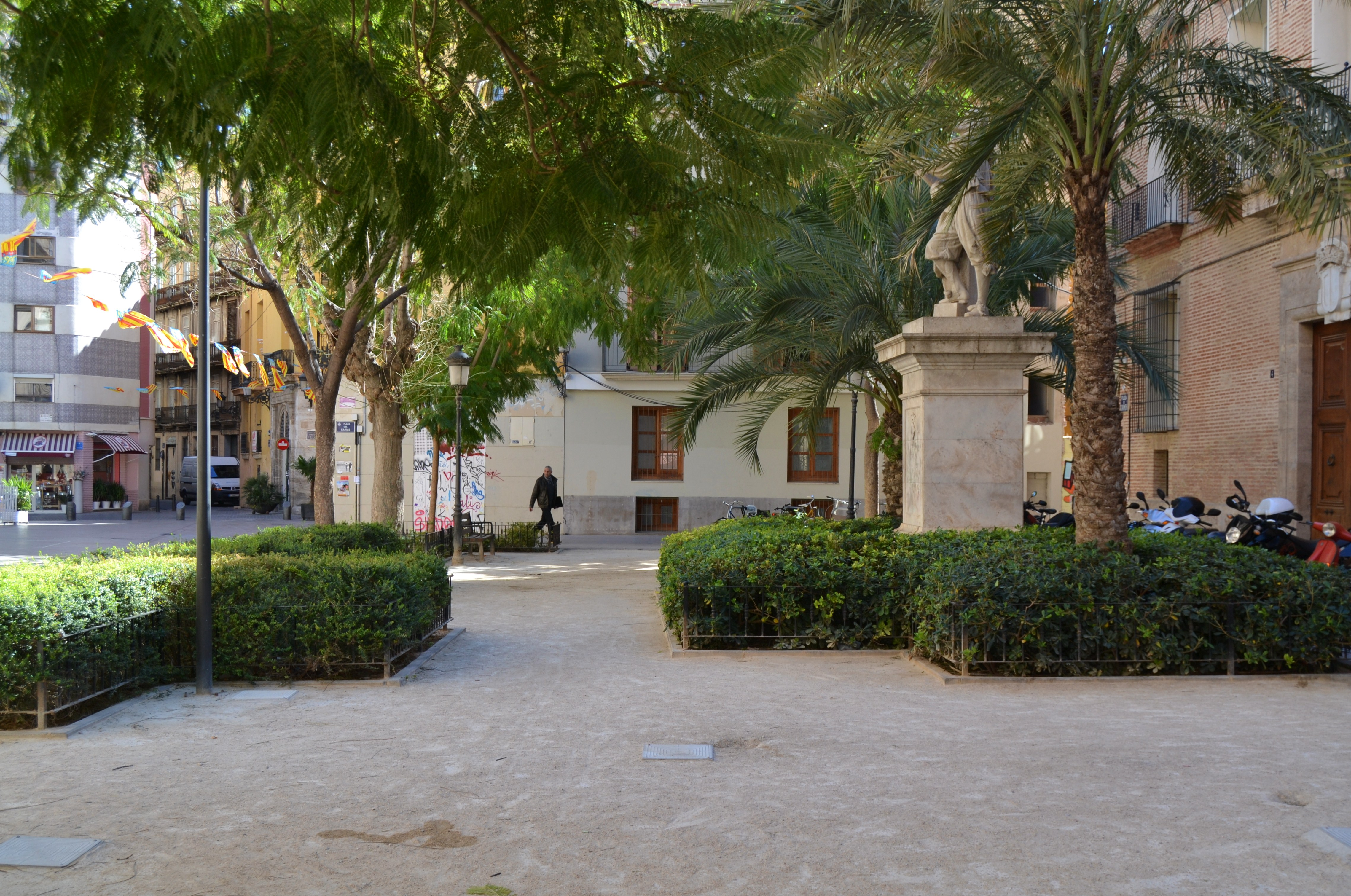
Jardín en la plaza del Carmen.

La configuración actual del barrio tiene su origen en seis núcleos urbanos, que inicialmente estaban separados pero que con el tiempo acabaron integrándose en un único barrio.
- El primer núcleo urbano estaba en la zona norte del actual barrio, coincidía con el arrabal musulmán extramuros, próximo a la muralla musulmana, que tiene su origen como núcleo urbano en sí en la época califal. Se trataría del Arrabal de Roteros o Pobla Vella.[5]
- El segundo núcleo urbano tiene su origen en la parte este del trazado urbanístico actual y está centrado en la muralla y las torres musulmanas. Este núcleo está constituido por una red de callejuelas y plazas de reducido tamaño que se fue originando a lo largo del siglo XI.[5]
- Un tercer núcleo urbano se sitúa en el centro y oeste del barrio. Formado por el espacio que en su día constituyó la Morería, que abarca la zona comprendida entre las cales Quart, Pinzón, de la Corona y de Dalt, espacio que más tarde sería ocupado por el complejo que ocupaba la Casa de la Misericordia. Más tarde, al demolerse la Casa de la Misericordia, se añade al barrio el huerto del Tirador y la prolongación  por la calle de la Corona (que constituía el antiguo barrio de los Tintes) y calles colindantes, dando lugar a la urbanización de la zona más moderna del actual barrio. Se trata de la Morería o Pobla Nova y Barrio de los Tintes.[5]
- Llegamos a lo que podría denominarse la "Vía de penetración norte". Se situaría en el límite este del barrio que surge del ensanche que se hizo en el trazado urbanístico durante el siglo XV.[5]
- Llegamos al quinto núcleo que estaría situado en el noroeste y perímetro del barrio; entre los pablados de Roteros y Tints. Esta zona había estado tradicionalmente ocupada por huertos entre los que cabe señalar: el de la Corona, el de Ripalda, el de Sogueros (también conocido como el d'En Cendra) y el del Partit; de los solares de los mismos, y gracias a la anchura que tenían, se crearon nuevas calles y se edificaron casas para obreros entre 1845 y 1920. Es la zona que constituía los Huertos y el Partit o Mancebía.[5]
- Por último nos encontramos con lo que podríamos denominar la Vía de penetración oeste. Esta vía de penetración es de origen por una parte romano, ya que constituía parte de la salida de la ciudad hacia el oeste; y por otra musulmán, ya que había un pequeño arrabal musulmán situado en la zona derecha, saliendo y próximo a las Torres de Quart. Esta zona sufrió una expansión durante el siglo XIV que dio lugar a la construcción de casonas y palacetes durante el siglo XV, y hoy pone de relieve una diversidad de construcciones arquitectónicas tanto del siglo XIX como del XX.[5]

### SiglosI-VII
Entre a los siglos I y VII, el barrio estaba sin urbanizar. Se encontraba en aquel momento a extramuros de la que era entonces ciudad romana de Valentia. La atravesaba un brazo del Turia, que se deseca, dando lugar a una estrecha hondonada entre a las actuales calles de las Salinas y Alta.
Parte del área que actualmente ocupa el barrio está localizada en una prolongación del decumanus maximus, es decir, a la salida de la ciudad romana, son a los actuales calles de Caballeros y de Quart.

### SiglosVIII-XII
El barrio creció entre dos murallas: la musulmana (siglo XI), construida por Abd-Al-Aís, que lo limitaba por el este, y la muralla del siglo XIV, que lo protegía por el oeste. Después de la época musulmana, la parte más oriental fue destinada a morería de la ciudad, mientras que la parte que flanqueaba el río permanecía a un arrabal para uso agrícola.
Es en época musulmana, que empieza a alrededor del 714, cuando el barrio es habitado dando lugar a la formación de arrabales de la ciudad musulmana, como el arrabal al-Falaqa o Roteros, situado entre el cauce del Turia y un brazo secundario del río, que se organizaba al alrededor de un caserío de la época califal, que es la base del barrio del Carmen.
El arrabal de Roteros, que se situaba al oeste de la muralla musulmana, es llamado de este modo desde el siglo XIII, aunque también se llega a conocer como Carnicerías de Roteros porque en la zona se ubicaron, en época, medieval,  algunos establecimientos de este tipo de negocio; y también fue conocido como Pobla Vela de Roteros, ya que constituía el arrabal más antiguo de la ciudad, situándose su origen en l época del califato.
Cuando se produce la caída del Califato de Córdoba y Valencia pasa a convertirse en la capital del Reino de Taifas, llega a la ciudad una gran cantidad de gente inmigrante que produce un gran crecimiento urbano. Se construyen nuevas murallas, que afectan a la parte este y central del barrio. De esta manera varias torres y puertas (como la Puerta de la Culebra - Bab al-Hanâx - o la Puerta del Puente - Bab al-Qantara -) pasan a situarse dentro del barrio.
Es en este momento cuando, al oeste, recién terminada la muralla árabe, una zona que quedaba en el exterior poco a poco fue ganando en actividad agrícola. Se fueron levantando casas que se unían a las alquerías existentes. Existía un pequeño arrabal, el de al-Kudia (Tossal - San Miguel) que se convirtió en el embrión de otro barrio que más tarde se convertiría en la Morería, y que finalmente acabaría unido a la arrabal de Roters. Vivir extramuros explica que sea el lugar donde más visibles son los restos de fortificación islámica; en las inmediaciones de la Plaza del Ángel y la Plaza de los Navarros encontramos un lienzo y una torre y dentro del barrio también destaca una alhóndiga, un hostal y  un almacén. La calle de la Cruz y el interior del horno Montaner son algunos más de los ejemplos.

### SigloXIII
Después de la ocupación por parte de Jaime I, las viviendas que estaban situadas en el exterior de las murallas fueron habilitadas para los soldados, lo que provocó la salida de la ciudad de muchos musulmanes, refugiándose, los que decidieron quedarse, en la zona del arrabal de al-Kudia, que se situaba, además, alrededor de la acequia de Rovella y el foso de la muralla, donde se encontraba el portal de la Culebra. A este barrio se le llama, desde el Repartiment de 1245, Vicus Sarracenorum o Morería, conocido como la Aljama de Valencia o Vilanova del Raval. Desde entonces la zona se convirtió en un refugio para gran parte de los gremios medievales. Els velluters (tejedores de terciopelo) tuvieron una importancia crucial con la gran cantidad de telares que poblaban Valencia y que dieron origen al Colegio Mayor de la Seda, una institución que hoy se puede conocer visitando el Museo de la Seda. 
Fue el año 1281 cuando los Carmelitas Descalzas deciden ocupar un terreno sin urbanizar, que se situaba en una prolongación del barrio de Roteros, para construir e instalar su Convento del Carmen, lo que provocará que el barrio acabara llamándose a El Carmen.
Aunque en un primer momento se utilizaron otros términos para nombrar el bario, como Partidas del Carmen, en 1343 año, de la consagración de la iglesia del convento bajo la advocación de la Virgen del Carmen, el nombre definitivo fue el Carme.
La ocupación cristiana del barrio hizo que se produjeran una serie de cambios en la estructura del mismo, comienzan a crearse calles más rectas y anchas donde se ubican casas más grandes, conventos e iglesias (como la de la Santa Cruz en la actual plaza del Carmen, o la de San Bartolomé, de la que actualmente solo queda la torre en la calle Serranos). Además, el agua de la acequia de Rovella juega un papel esencial en el desarrollo económico de la zona, dando lugar al barrio de los Tintes, al surgir varios obradores en el eje de la acequia y haciendo uso de su caudal.
Otra actividad que se desarrolló mucho en esta época fue la de la prostitución, que se centró la zona conocida como La Mancebía.
La nomenclatura actual de muchas calles recuerda al antigua localización de los talleres artesanos. Algunas de las industrias llegaron a formar un verdadero barrio, como ocurrió con el de curtidores , situado por el poblado de Roteros. 
Con el tiempo, Valencia fue alineando y ensanchando calles; por ejemplo, el arreglo de la calle Caballeros. 
El hecho básico que sirve de paso a la transformación moderna de la ciudad es el derribo de las murallas en 1865; el espacio ocupado por estas dejó lugar a la formación de un conjunto de calles más anchas que reciben el nombre de "circunvalación"; como las de Guillem de Castro y Blanquerías, que bordean el barrio. 

### Morfología actual
El primer elemento a estudiar es el Plano. Lo condicionan muchos factores y en el caso de Valencia, es fundamental su posición junto al meandro del Turia. La orilla del río es un límite claro y la circulación que las calles han determinado siguen sus bordes. 
El casco viejo, individualizado por las calles anchas modernas siguen el perímetro de las últimas murallas, mantiene sus características de irregularidad y falta de toda planificación. El núcleo urbano antiguo continúa marcando el punto de convergencia y atrae al comercio y organismos oficiales; la vida moderna se integra con dificultad en una morfología arcaica y ello ocasiona el deslizamiento del núcleo de actividad hacia otras zonas renovadas o adaptadas al nuevo ritmo; los barrios más antiguos van quedando alejados del centro y sufren  un paulatino empobrecimiento que las convierte en unidades o zonas de degradación urbanística.
Esta evolución es especialmente significativa entre los ejes radiales de circulación que cortan el casco viejo. Estos mantienen su función comercial, y entre ellos quedan pequeños espacios aislados del ritmo de vida moderno, lo que favorece su fuerte personalidad y una intensa vida local.  El barrio del Carmen le queda una zona triangular distinta, limitada al norte por las calles de Quart-Caballeros y al sur por las de Murillo-Carda y la Plaza del Mercado. 
Excepto las calles que le sirven de límite, comerciales o ejes de circulación, el resto tiene como función esencial la residencia de una población acomodada; calles poco animadas y  tráfico reducido que se desvía por las laterales. Como ejemplo típico la de Cadirers, con sus antiguos palacios y sus casas de órdenes religiosas o el encanto de plaza cerrada que posee al del Correo Viejo.
En un sentido amplio, dentro del barrio del Carmen se puede incluir todo el conjunto desde las calles de Quart-Caballeros hasta el río, y desde Serranos a Guilem de Castro. Está formado por un núcleo interno, el antiguo "poblado de Roteros", desde el cual divergen una serie de calles en forma de plano radial matizado por una larga evolución. Las calles del Portal de Valldigna, de la Cruz, Roteros, las que salen a la de Blanquerías, la de Salvador Giner, Na Jordana y Corona, son los ejes radiales que dan salida al barrio; pero la principal comunicación con el centro de la ciudad se la da la calle de San Miguel y, sobre todo, la plaza de San Jaime. 
La sección occidental del barrio del Carmen no es tan abundante en plazas como la oriental. A excepción de Mossén Sorell, ejemplo de plaza cuadrada con calles en los ángulos, y que desde un principio gozó de cierta amplitud por razón de su función comercial, el resto son pequeños ensanches entre las calles.
En la calle Caballeros se encuentran los antiguos palacios y casas señoriales que se conservan de otra época, la mayoría ya no sirven de domicilio a los descendientes , sino que son utilizados como edificios públicos, centros de enseñanza o para locales de empresas.  En al citada cale encontramos el número 30, que corresponde a la casa-palacio de los condes
En el barrio abundan sobre todo los comercios pequeños de acondicionamiento antiguo; en el interior, mostrador de madera, un escaparate pequeño y alto y unas puertas sencillas de madera. Además de abundar también las plantas bajas dedicadas exclusivamente a la vivienda en los que predomina la carencia de sótano.
La inmensa mayoría de las casas del barrio pertenecen a tipos antiguos que en algunos casos llegan a tener 200 años y solo un pequeño número de edificios nuevos siguen las normas recientes de construcción. Estos últimos sustituyen el ladrillo y las vigas de madera por  cemento y vigas de hierro.

### Carmen Contracultural
Por el año 1963, con el recién asesinato de John Fitzgeral Kennedy , creció una generación que tenía como condicionantes, referentes y banda sonora la guerra de Vietnam, las canciones de Bob Dylan y los Beatles, la contracultura y los movimientos estudiantiles. 
Por aquel tiempo, el barrio del Carmen era un espacio de decadencia por la riada que en 1957 había tragado y arrasado buena parte de sus calles, negocios y comercios tradicionales. Un barrio completamente abandonado, olvidado por las autoridades donde las calles acababan por deshacerse tras los proyectos urbanísticos. 
Hacia la mitad de la década de los sesenta, un grupo de jóvenes valencianos, imbuidos por esa ansia de cambio encontraban en la literatura, la política, el cine o la música el motivo y las razones de un mundo que querían inventar.
La presencia de la escuela de bellas artes y la de artes aplicadas y de oficios artísticos en la calle Museo, con sus jóvenes artistas, unidos a grupos de intelectuales y liberales, hizo que estos colectivos sintieran pecio por le barrio y muchos de ellos se instalaron en las viviendas y talleres .
Todo ello produjo una revitalización, lo que hizo que en 20 años el aspecto del barrio cambiara y pasara de ser un barrio marginado de solo vecinos a ser una zona de inmigración barata y joven
En el teatro Micalet se inventaron unas sesiones de Jazz-Café-Teatro, donde todos los miércoles, desde las siete de la tarde hasta la una de la madrugada, se improvisaba blues, jazz y canciones de rock progresivo. El pintor Horacio Silva dio a El Refugio, un bar convencional de la calle de Bajo, un carácter simbólico de protopub que hizo que gente muy joven empezara a pasar por allí.
Los locales del barrio hasta finales de los sesenta eran casas de comidas o bodegas (Bar Pilar, Alcachofa, Bar Bomba, El Rincón) .En las Fallas de 1969, el escritor Lluís Fernández y el también escritor y agitador cultural Rafa Ferrando, abrieron Capsa 13, un local que abría todos los días a partir de las siete de la tarde y su posición muy cerca de la plaza del Carmen reunía a los pintores Horacio Silva o Joan Antoni Toledo, que todas las tardes pasaban por allí a tomar vodka. Era un lugar donde la gente fumaba grifa, Lluís Fernández compraba los discos en París o Londres y los pinchaba con dos tocadiscos y un mezclador. En 1970 decidieron abrir Christopher Lee en la calle Pinzón 17, un local que no se situaba exactamente en la zona por el exceso de droga, hachís y grifa. En el hubo movida cultural, debates y proyección de películas.
Más tarde abrieron otros locales como Barro y la casa Vella, un hotel y antigua discoteca situada en un edificio del siglo XVIII entre la calle Roteros y Pintor Fillol. Tras su esplendor en los setenta fue ocupada y posteriormente se le vendió a la cadena de hoteles Axel dirigida al público LGTBQ+.
Ni el Teatro Princesa se libró del zarandeo de modernidad y nuevas formas que invadieron el barrio y hacia 1974 actuaron personajes como John Mayall y Procol Harum. Un grupo de actores y músicos valencianos como los hermanos Belda, el grupo Modificación y Julio Bustamante representaron la obra de Tommy de The Who.
Actualmente, muchos de los pubs y locales de ocio  están situados en la calle Roteros, en la calle Baja o en las inmediaciones de la Plaza del Tossal. Como el tradicional Café Negrito, ubicado en la plaza del Negrito, 1 donde disfrutar de la tradicional Agua de Valencia  y otros cócteles. El vecino Ghecko (Plaza del Negrito, 2)  ha apostado por el tardeo.

### Curiosidades y leyendas
El barrio del Carmen es una fuente inagotable de lugares curiosos y sorpresas;
La Casa de los Gatos, una sorpresa que podemos encontrar a mitad de la calle Museo, concretamente en el número 9. A esa altura encontramos una pequeña casita que cuenta con todo lujo de detalles, como cortinas, entrada principal y una fuente frente a una puerta. Los vecinos le han acuñado este nombre debido a que el lugar coincide por un agujero donde antiguamente pasaban los gatos al solar según afirma el artesano Alfonso Yuste Navarro, propietario del solar y cuya firma se encuentra en el mármol de la casa. Junto a la casa hay un cartel escrito en un azulejo que marca  la altura que alcanzaron las aguas desbordadas del río Turia en octubre de 1957 durante la gran riada.
Los refugios antiaéreos de la guerra civil española, durante la que Valencia llegó a ostentar casi un año la capitalidad de la II República, que se encuentran en el número 25 de la calle Serranos y número 37 de la calle Alta.
En el número 24 de esta misma calle Alta se rodó la escena de 13 Rúe del Percebe de la película La gran aventura de Mortadelo y Filemón.
Una de las leyendas más conocidas del Barrio del Carmen es la leyenda del Tossal, que cuenta la historia de una joven llamada María que vivía en una antigua casa abandonada y fue asesinada. Según la leyenda,  su espíritu todavía vaga por el barrio y muchos vecinos aseguran haber visto su figura fantasmal en las noches de luna llena.
Según la leyenda del tesoro oculto de La Canal, en el siglo XVIII un bandolero enterró un tesoro en algún lugar del barrio. A día de hoy, muchos aventureros todavía continúan buscándolo.
El Barrio también alberga historias de amor y tragedia, de hecho, la leyenda de los Amantes de Valencia cuenta la trágica historia de dos jóvenes amantes que se vieron obligados a separarse debido a las diferencias sociales. Su historia de amor prohibido ha sido inmortalizada en la escultura del Puente de San José, donde se encuentran para darse un último abrazo antes de morir.

## Actividades económicas

### Actividades históricas
Antes del siglo XI, el territorio del barrio no tenía más población que algunos arrabales fruto de la presencia de vías hacia el interior y de las puertas que las servían, la del Puente (Bab al-Qantara) y la de la Culebra (Bab al-Hanâx). Estos terrenos, atravesados por la acequia de Rovella, aún presentaban huertos, los cuales se fueron reduciendo progresivamente por diversas oleadas de población, siendo una de las más significativas el reasentamiento de los musulmanes expulsados en el siglo XIII del interior de la ciudad. Aunque la existencia de huertos cada vez más residuales permanecería hasta finales del siglo XIX -en 1890 el ayuntamiento adquirió el huerto del Tirador, sobre el que se ampliaría la Casa de la Misericordia y se trazarían las calles entre la calle de Cuart y la de la Corona- la actividad económica del Carmen entre los siglos XIII al XX fue cada vez más orientándose a la industria y el comercio.
Diversas industrias aprovechaban los caudales de la acequia de Rovella. Así entre 1710 y 1725 se instaló en la se conocería como calle de Garcilaso una adobería de pieles que utilizaba las aguas para curtido y tinte. Permaneció activa hasta la década de 1980, siendo la última industria de este tipo en el Carmen.
Otra actividad que históricamente se desarrolló en el Carmen fue el procesado de lino y cáñamo. La palabra "Roters", que dio nombre a un arrabal y posteriormente a una calle, procede de rothorium, que se refiere a las balsas de agua que se usan en esa industria.

### Situación según el padrón de 2023[3]

#### Actividades industriales
|                                                                                                  | Total | %      |
| Total                                                                                            | 71    | 100,0% |
| Energía y agua                                                                                   | 8     | 11,3%  |
| Extracción y transformación de minerales no energéticos y productos derivados. Industria química | 5     | 7,0%   |
| Industrias transformadoras de los metales. Mecánica de precisión                                 | 10    | 14,1%  |
| Otras industrias manufactureras                                                                  | 48    | 67,6%  |

#### Actividades de comercio
|                                                                                          | Total | %      |
| Total                                                                                    | 968   | 100,0% |
| Comercio, restaurantes y hostelería. Reparaciones                                        | 386   | 39,9%  |
| Transporte y comunicaciones                                                              | 15    | 1'5%   |
| Instituciones Financieras, Aseguradoras, Servicios prestados a las empresas y alquileres | 358   | 37,0%  |
| Otros servicios                                                                          | 209   | 21,6%  |

#### Actividades profesionales
|                                                                                              | Total | %      |
| Total                                                                                        | 384   | 100,0% |
| Profesionales de Agricultura, Ganadería, Silvicultura y Pesca                                | 2     | 0,5%   |
| Profesionales propias de Energía y agua, Minería e Industria Química                         | 1     | 0,3%   |
| Profesionales de industrias Aeronáutica, Comunicación y Mecánica de precisión                | 3     | 0,8%   |
| Profesionales de otras industrias manufactureras                                             | 19    | 4,9%   |
| Profesionales relacionados con la construcción                                               | 38    | 9,9%   |
| Profesionales relacionados con Comercio y Hostelería                                         | 23    | 6,0%   |
| Profesionales Transporte y comunicaciones                                                    | 1     | 0,3%   |
| Profesionales relacionados con actividades Financieras, Jurídicas, Aseguradoras y alquileres | 141   | 36,7%  |
| Profesionales relacionados con otros servicios                                               | 156   | 40,6%  |

## Patrimonio[23]

### Patrimonio cultural y artístico

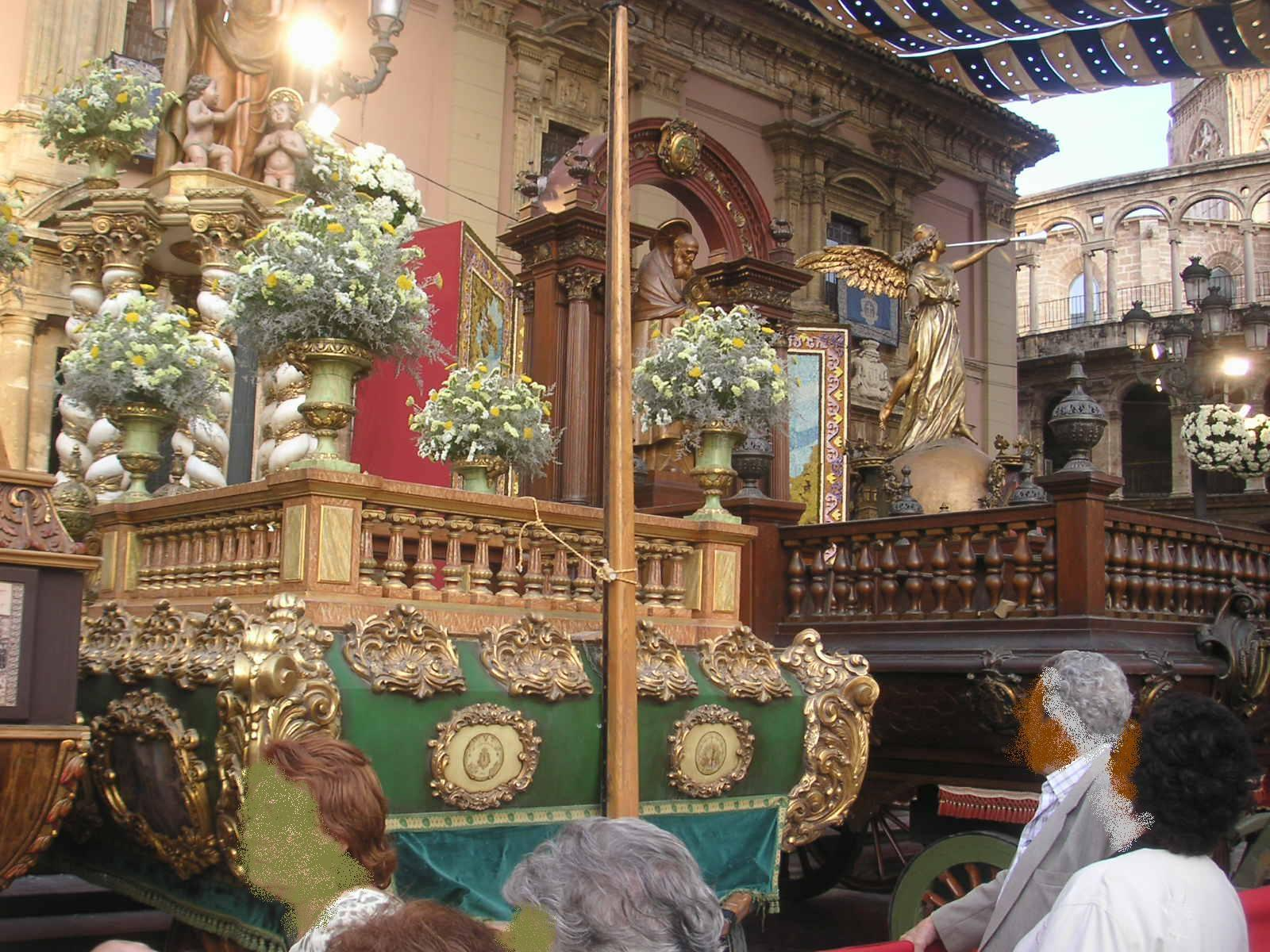
El Museo del Corpus o Casa de las Rocas con sus históricas rocas de la procesión de la fiesta del Corpus Christi.

- IVAM (Instituto Valenciano de Arte Moderno)
- Centro Cultural la Beneficencia: alberga el Museo de Prehistoria de Valencia y el Museo Valenciano de Etnología )
- Casa-Museo del pintor José Benlliure
- Centro del Carmen
- L'Iber, Museo de Soldaditos de Plomo
- Museo Valenciano de Etnología
- Casa-Museo Benlliure
- Museo del Corpus-Casa de las Rocas
- Centro arqueológico de la Almoina
- Plaza de la Reina
- Plaza del Tossal
- Plaza Redonda
- Plaza Manises
- Plaza del Carmen
- Plaza del Miracle del Mocadoret
- Plaza del Negrito
- Plaza Lope de Vega

### Patrimonio arquitectónico
- Torres de Quart
- Torres de Serranos
- Portal de la Valldigna
- Lonja de la Seda
- Mercado Central de Valencia
- Casa Vella

### Patrimonio religioso

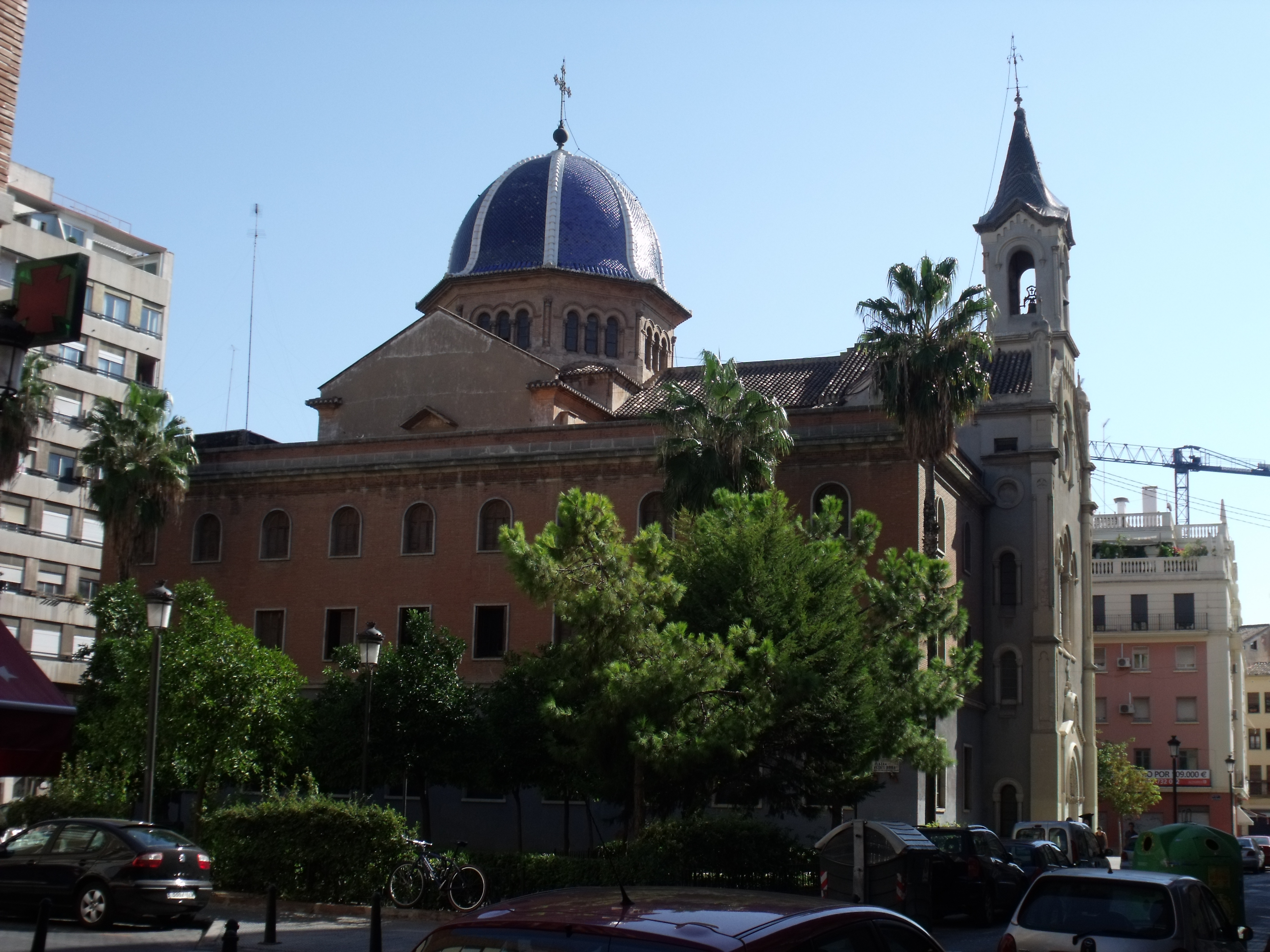
La iglesia de Nuestra Señora de El Puig, en la plaza de Vicente Iborra.

- Convento de San José y Santa Teresa: es un antiguo convento de carmelitas descalzas que fue construido junto al Portal Nuevo que data del siglo XVII. En la actualidad se conservan pinturas, esculturas y azulejos cerámicos.[24]
- Iglesia de San Nicolás de Bari y San Pedro Mártir
- Plaza de la Virgen
- Iglesia de Santa Catalina
- Catedral de Santa María
- El Miguelete
- Iglesia de la Santísima Cruz

### Patrimonio civil
- Palacio de Forcalló: es la sede del Consejo Valenciano de Cultura desde el año 2000.[25]
- Palacio de la Generalidad Valenciana

### Patrimonio gastronómico

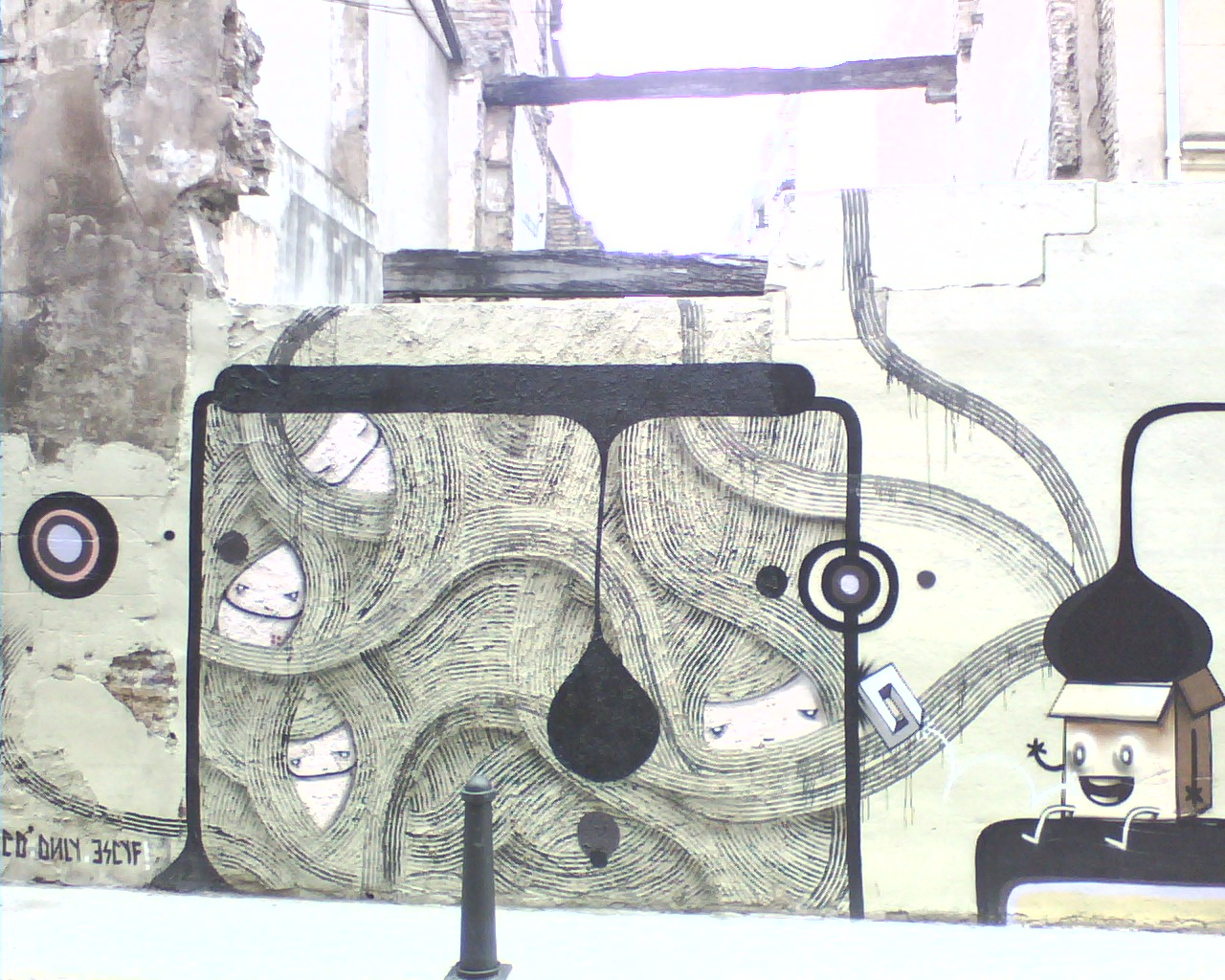
Un grafiti en las calles del Carmen (fotografía tomada en 2006).

- Mercado Central de Valencia
- Mercado Mossen Sorell
- Mercado de la Tapinería
- Café infanta
- Café de las horas
- El Celler de PROAVA

## Configuración del barrio

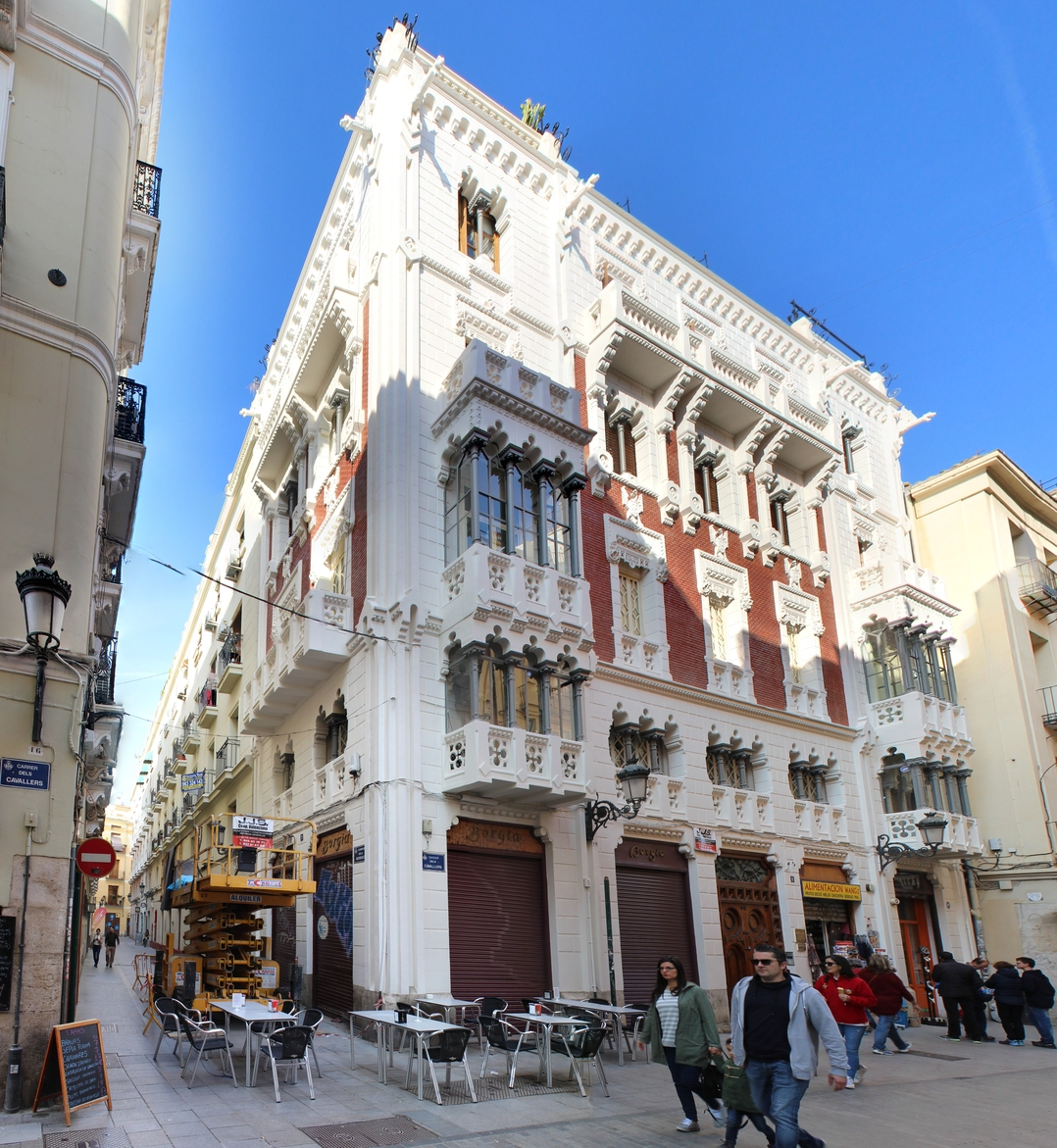
Casa Peris, edificio en la calle Caballeros n.º 8, obra del arquitecto español José María Manuel Cortina Pérez.

La estructura primitiva del barrio, se sitúa entre las calles de Serranos y Caballeros y la muralla musulmana, utilizando el brazo difluente del río como foso o valladar, aún quedan vestigios tanto del foso como de la muralla.
El barrio se dividía en dos sectores: El interior, dedicado al textil que fue repoblado después de la 'reconquista' por donaciones reales y la instalación de cerrajeros, herreros y caldereros.
El exterior se constituyó por evolución de varios arrabales a extramuros. Los arrabales más importantes son:
- Arrabal del Roters: De origen musulmán, junto a la puerta árabe Al-Kantara, este arrabal se fue extendiendo hasta los huertos ocupados por el Convento del Carmen,(1283)
- Arrabal "dels Tints", en torno a la calle Corona, denominada así por la utilización de los tintoreros de la acequia de Rovella.
- La Morería: junto a la muralla entre las actuales calles Quart y Corona. Fue un recinto cerrado en el que se obligó a vivir al resto de la población musulmana tras la conquista.
- La Blanquería, situada entre el arrabal de "Roters" y el río, donde se instalan los curtidores, guanteros, zapateros, peleteros...
- El "Partit", cerrado por un muro localizado al otro lado del convento. Se practicaba la prostitución reglamentada que, como curiosidad, alcanzaría fama en todo el Mediterráneo.

## Movilización ciudadana y fiestas

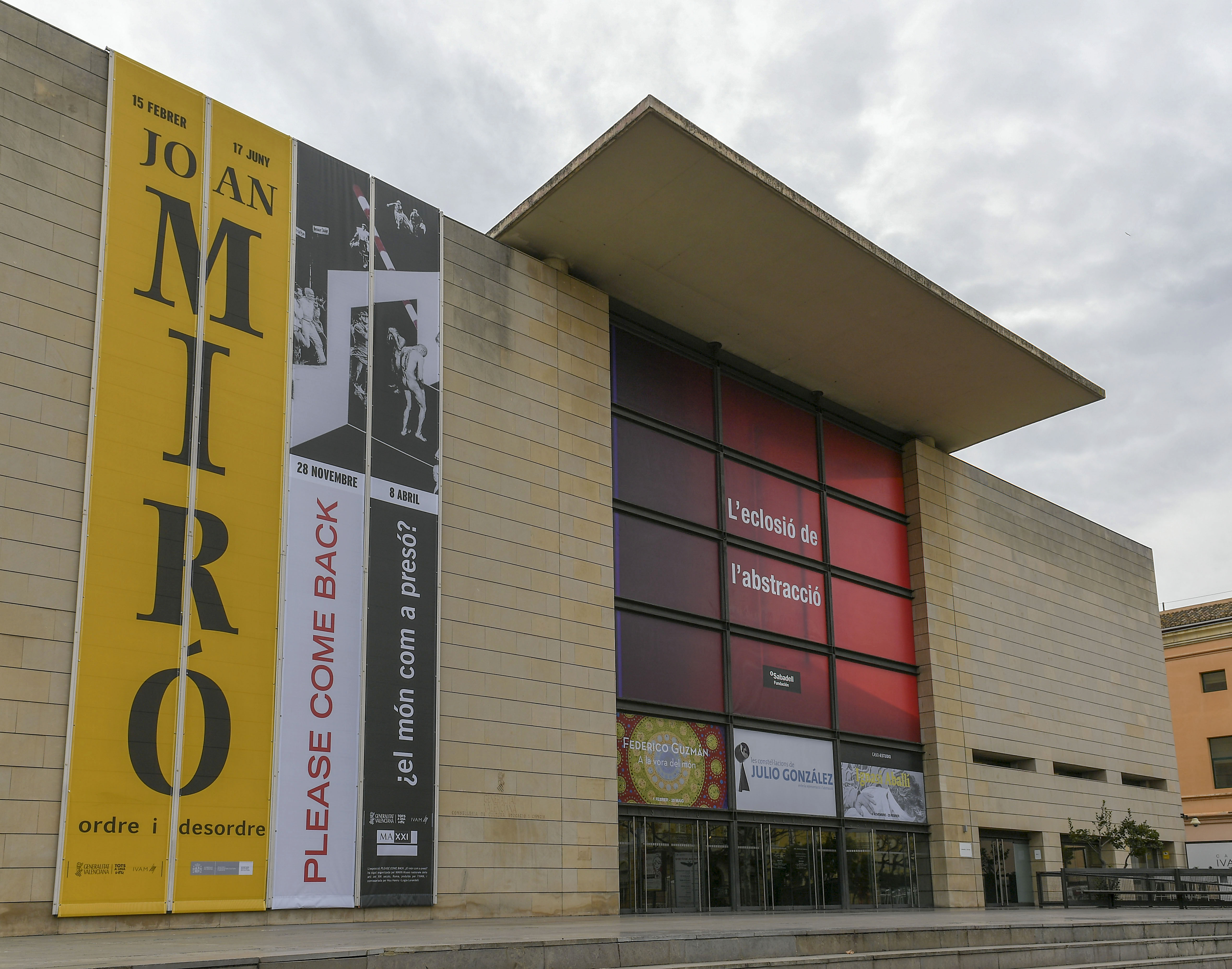
Fachada del Instituto Valenciano de Arte Moderno (IVAM) en el barrio del Carmen.

A partir de la riada que inundó la ciudad en 1957 el barrio sufrió un proceso de envejecimiento, despoblamiento y deterioro urbanístico hasta que, a principios de los años ochenta, se inició un heterogéneo proceso de terciarización y una lenta renovación urbana.
Se levantó el Instituto Valenciano de Arte Moderno (IVAM) y en la década de los noventa, el proceso de renovación continuó con el Programa RIVA (Rehabilitación Integral de Valencia), con algunas actuaciones integrales, la reforma y peatonalización de algunas plazas y calles.
En estos años se consolidaron dos nuevos sectores del vecindario: por un lado, profesionales jóvenes atraídos por la centralidad y la “autenticidad” del barrio y por otro, inmigrantes extracomunitarios que se instalaron en la trama de vivienda más barata. 
En 1998 no se renovó el Programa RIVA y pasó a denominarse como RIVA II, todavía hoy el centro histórico no dispone de un plan integral. 
El Carmen se ha consolidado como espacio de ocio nocturno de la ciudad cuyo patrimonio etnológico  destaca por su riqueza: en primer lugar, porque es donde se ubican algunas de las Fallas más emblemáticas de la ciudad y existen otras fiestas que se celebran en este mismo lugar, como Corpus Christi, de gran valor patrimonial,  la de la Virgen de los Desamparados, de gran importancia para toda la ciudad o la de la Virgen del Carmen, su patrona. 
El carácter de zona de ocio ha provocado conflictos vecinales, derivados del ruido nocturno y la necesidad de reglamentar horarios. En 2003 a partir del plan RIVA que expulsaba a varias decenas de vecinos de sus casas, se inició un movimiento y una plataforma ciudadana que buscan mantener un tejido social en el barrio y mantener un modo de vida alternativo al urbanismo mercantilizado. 

## Imágenes

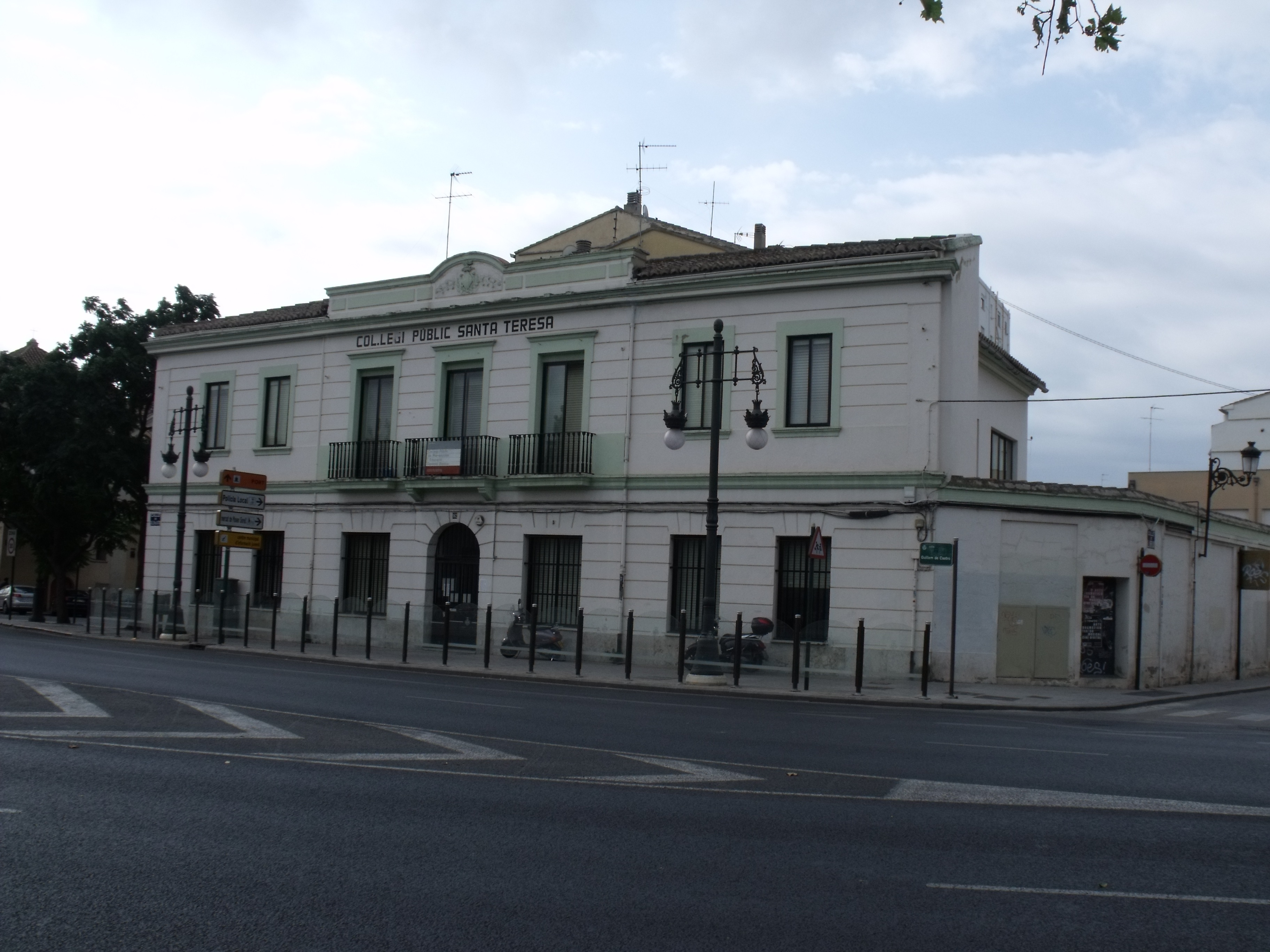
Sede de la Cruz Roja.
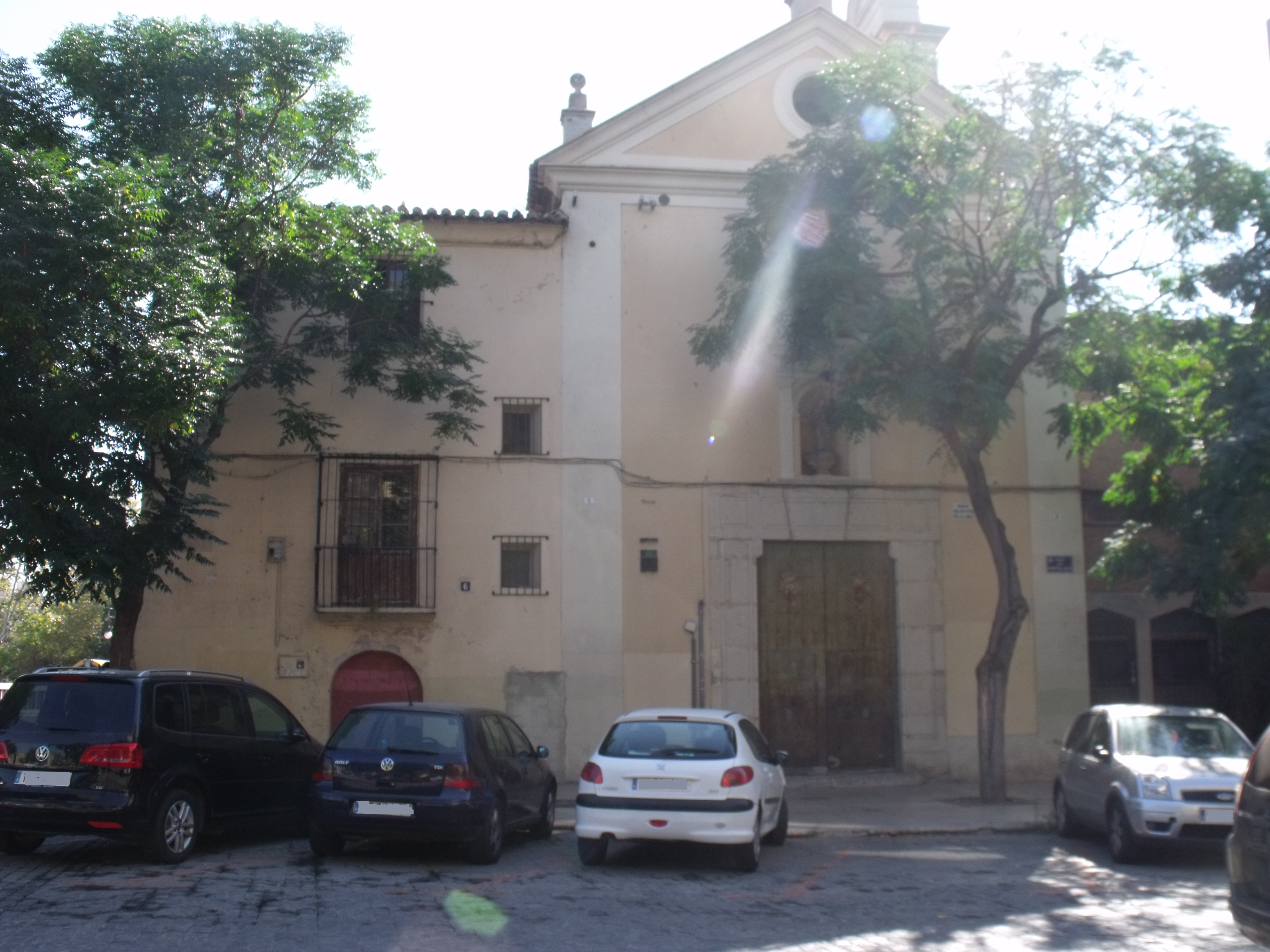
Monasterio de San José y Santa Teresa.
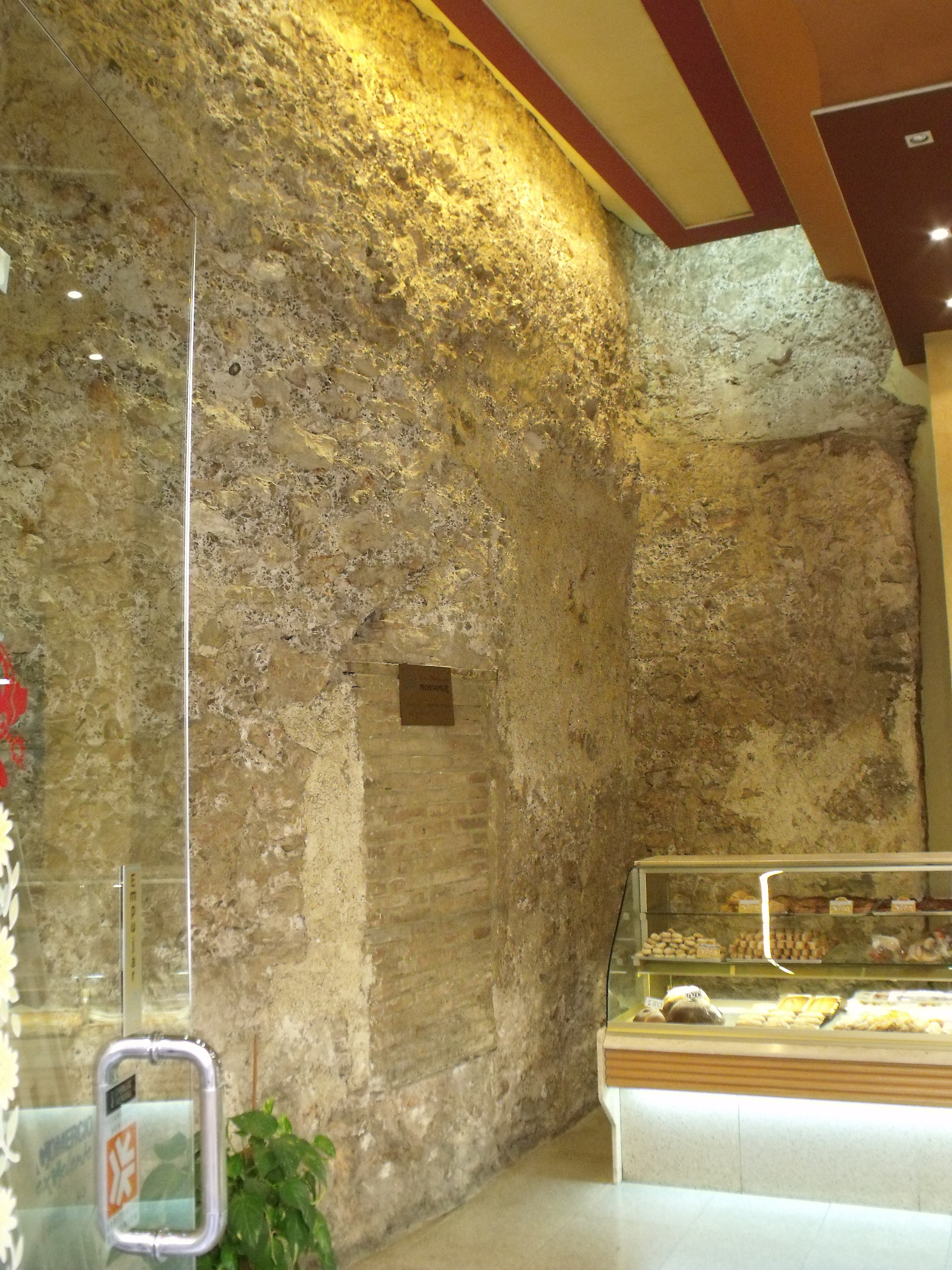
Restos de la muralla musulmana en una pastelería de la calle Roteros.
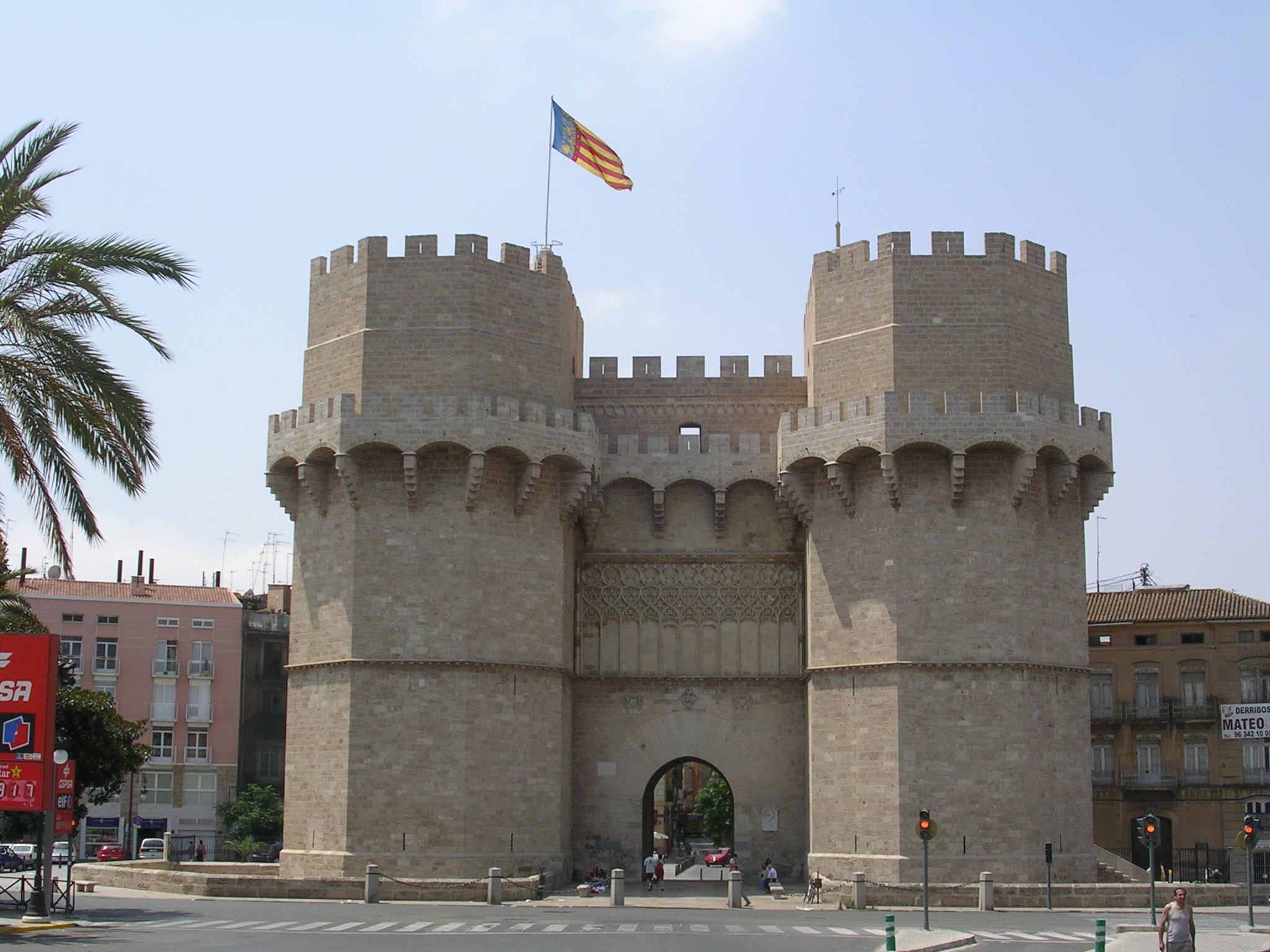
Torres de Serranos, extremo nororiental del barrio.
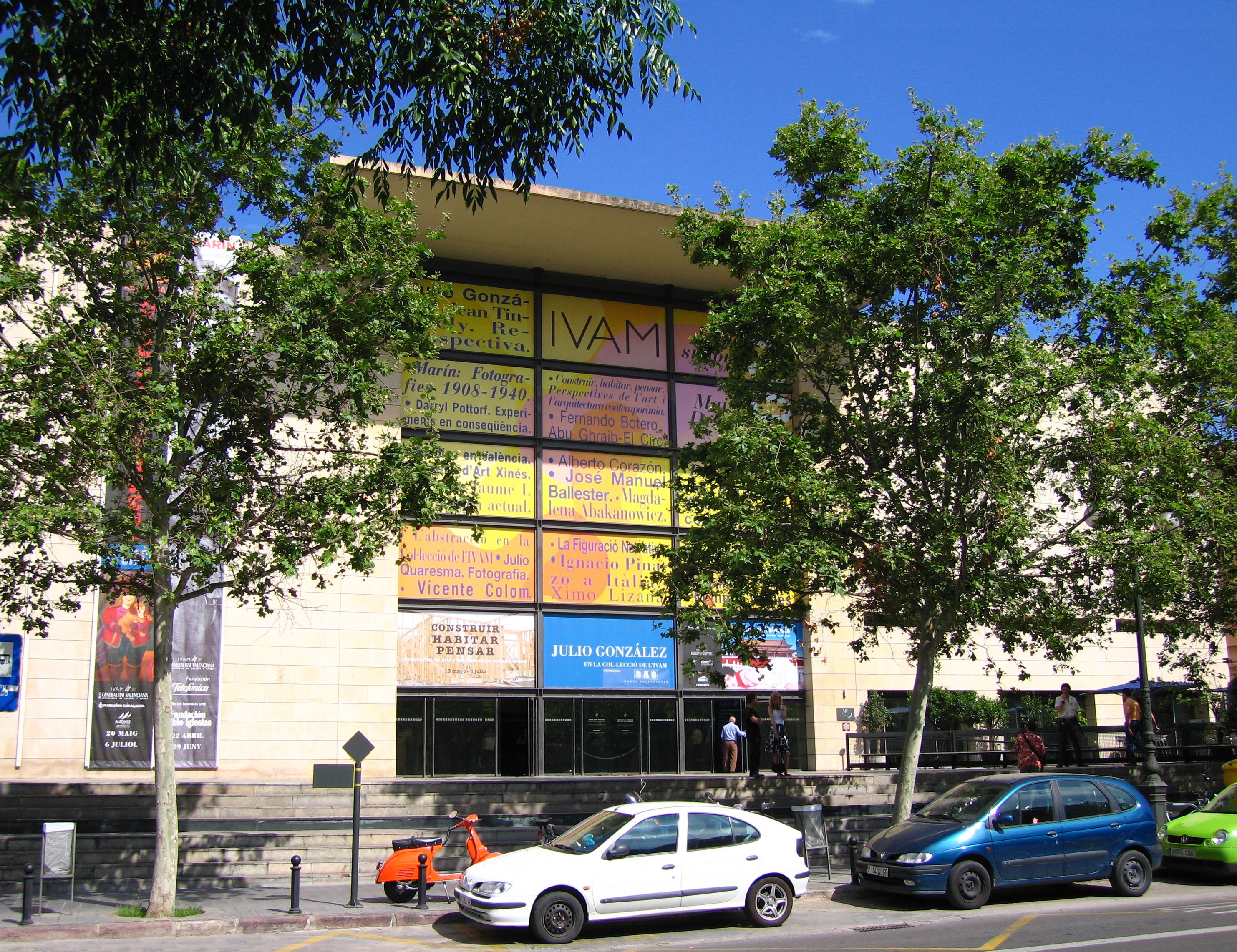
Instituto Valenciano de Arte Moderno (IVAM).